# Instituto Atlético Central Córdoba (pallacanestro)
L’Instituto Atlético Central Córdoba è una squadra di pallacanestro professionistica con sede nella città di Córdoba, in Argentina. Conosciuta popolarmente come Instituto o con il soprannome di La Gloria, la squadra disputa la Liga Nacional de Básquet, il massimo campionato nazionale, dopo aver conquistato il campionato e la promozione nel Torneo Nacional de Ascenso 2014-2015.
L’Instituto è stato uno dei club fondatori della Liga Nacional, avendo partecipato alla prima edizione del massimo torneo nazionale e anche alla seconda, nelle quali non ottenne buoni risultati e retrocesse di categoria.

## Storia

### Gli inizi
Nel 1984 partecipa alla liga di transizione tra il "Campeonato Argentino de Clubes" e la futura massima divisione. Disputò 18 partite, con una vittoria, sedici sconfitte e una gara a cui non si presentò. Nel 1985 prende parte alla prima edizione della Liga Nacional de Básquet, torneo promosso per migliorare lo sport a livello federale e nazionale nel Paese. In quell’anno gioca 29 partite e ne vince soltanto nove. L’anno successivo il proprio rendimento peggiora ancora, ottenendo solo otto vittorie su 31 partite, e retrocede così di categoria.
Nel 1987 gioca nella seconda divisione nazionale, ovvero la Liga B, dove conclude sesto su 34 partecipanti, accedendo all’esagonale finale, in cui cinque delle sei squadre ottenevano la promozione, concludendo però al sesto ed ultimo posto. Anche nel torneo successivo raggiunge l’esagonale finale, con lo stesso piazzamento. Nel terzo anno in Liga B sfiora la retrocessione, risultando l’ultima squadra tra quelle non retrocesse. Nel 1990, nel torneo dal calendario più breve disputato in quell’anno, il club chiude sesto su 32 partecipanti, ma restò fuori dal quadrangolare finale per la promozione. Quella fu la sua ultima partecipazione ai tornei nazionali, da quando questi erano stati istituiti, decidendo di sospendere l'attività agonistica.
Nel 1996 l'Istituto acquistò il posto in campionato dell’Estud. Olavarría e ritorna così a disputare un campionato nazionale, la seconda divisione, prendendo parte al Torneo de Ascenso di quell’anno. Conclude nono e mantiene la categoria, l’anno successivo termina al tredicesimo posto, mentre nella sua terza stagione, la 1998, retrocesse nella Liga B, diventata la terza lega nazionale, concludendo penultimo.

### 2011-2014: Ritorno sulla scena nazionale
Nel 2011 i dirigenti de La Gloria, con l'intenzione di riprendere l'attività agonistica, sostenevano che, vista la storia del club e per aver partecipato alla prima edizione della massima serie, spettasse loro il diritto di acquistare un posto in seconda divisione, cioè nel Torneo Nacional de Ascenso, senza dover competere nella terza divisione. Poiché ciò non fu possibile, e poiché nel 2011 nacque un nuovo campionato, il club esordì nella nuova terza divisione nazionale, il Torneo Federal de Básquetbol.
Nella sua prima stagione nel Federal, la squadra iniziò con una vittoria contro il Sociedad Española de San Luis. Dopo una buona fase regolare, l'Instituto affrontò nei play-off la squadra dell’Hispano Americano di Río Gallegos. La prima gara, giocata a Santa Cruz, fu vinta dai padroni di casa per 84 a 79, mentre le altre due si giocarono a Córdoba. All’Ángel Sandrín, l'Instituto vinse gara 2 per 93 a 86 e forzò la "bella", che vinse ancora, stavolta per 82 a 69. Al turno successivo, le semifinali regionali, eliminò in tre partite anche l’Independiente de Tandil. In finale regionale, che assegnava un posto in seconda divisione, affrontò il San Lorenzo de Chivilcoy in una serie al meglio delle tre. La squadra di Chivilcoy vinse entrambe le partite e ottenne la qualificazione. L'Instituto ebbe una seconda possibilità giocandosi l’altro posto disponibile contro Brown de San Vicente, che sconfisse. Tuttavia, dovette affrontare nuovamente IL San Lorenzo e perse ancora, concludendo terza e a un passo dalla promozione nella sua prima partecipazione.
Prima dell’inizio della stagione 2012-13 del Torneo Federal, grazie ai risultati della stagione precedente, L'Instituto era in lista d’attesa per acquistare un posto nel Torneo de Ascenso e nel luglio del 2012 venne Ufficializzato il suo ritorno nella seconda divisione nazionale. Nel TNA 2012-13, iniziò la prima fase nel gruppo 2, ottenendo dieci punti grazie a quattro vittorie e due sconfitte, punteggio poi diviso per due nella seconda fase. Tra alti e bassi, concluse al sesto posto e si qualificò per i play-off. Nonostante non avesse il vantaggio del campo, eliminò l'Alvear de Villa Ángela in cinque gare, vincendo l’ultima in trasferta. Successivamente affrontò il Quilmes M. Plata, miglior squadra della zona sud. La serie iniziò con due vittorie dei marplatensi del Quilmes in casa, ma l'Instituto vinse gara 3 a Córdoba. Tuttavia, il Quilmes fu superiore nell’ultimo quarto di gara 4 (25-11), si aggiudicò la partita e passò il turno.
Nella seconda stagione nel TNA, l'Instituto ottenne nuovamente l’accesso ai play-off, come sesta nella zona nord. Nei primi turni eliminò Sport Club Cañadense in quattro partite, poi eliminò anche CA San Isidro de San Francisco, miglior squadra della zona nord, ancora in quattro gare, raggiungendo così le semifinali del torneo.
Nelle semifinali, i vincitori delle sfide ottenevano la promozione e il titolo, ma anche i perdenti avevano una seconda chance per la promozione: si affrontavano in un torneo di repechaje con il perdente della finale per il secondo posto in Liga Nacional. In semifinale, l'Instituto affrontò il San Martín de Corr., secondo della zona nord. Vinse gara 1 in trasferta, perse gara 2, e poi vinse le successive due in casa. In finale, però, fu sconfitto nettamente dal Ciclista Juninense, che vinse la serie 3-0 e ottenne la promozione. L'Instituto ebbe un’ultima chance nel secondo spareggio promozione, ancora contro il San Martín de Corr., ma perse in tre gare.

### 2014-2015: Campione del TNA e promozione in Liga Nacional
Alla sua terza stagione nel TNA, l'Instituto, guidato in panchina da Osvaldo Ardúh, allestì una squadra formata da Emiliano Martina, Juan Kelly, Nicolás Zurschmitten, Pablo Bruna, Lucas González, Federico Mansilla, Javier Cáceres, Marcos Jovanovich e lo statunitense Scott Cutley. Inserito in un girone tutto cordobese nella prima fase, vinse nove partite su dodici. Anche la seconda fase fu positiva: vinse diciotto delle ventidue gare e si qualificò per il secondo turno promozione. Qui affrontò il miglior team della conferenza sud, il Club 9 de Julio di Río Tercero: vinse la serie in tre gare.
Avendo concluso tra i migliori, accedette direttamente ai quarti di finale, dove eliminò il La Unión in tre partite, e successivamente l'Estud. Olavarría con lo stesso risultato. In semifinale affrontò il secondo miglior team della conferenza sud, il Ferro Carril Oeste di Buenos Aires. Nonostante si preannunciasse una serie combattuta, l'Instituto dominò e ottenne la promozione in Liga Nacional vincendo anche a Buenos Aires.
In finale, ancora contro il Club 9 de Julio, entrambe le squadre erano già promosse, tuttavia, La Gloria vinse la serie in cinque gare e conquistò anche il titolo del Torneo Nacional de Ascenso 2014-2015. Il giocatore Pablo Bruna fu premiato come miglior giocatore del torneo.

### 2015-2017: Prime stagioni in Liga Nacional
La Gloria iniziò la sua seconda esperienza nella massima categoria con l’arrivo dell’allenatore Maximiliano Seigorman e di diversi giocatori, tra cui gli stranieri Justin Ray Giddens e Jaz Cowan, e gli esperti giocatori argentini Alejandro Zilli e Mariano Byró, che si unirono ai giovani Fernando Martina, Pablo Bruna e Federico Mansilla. Pur essendo una delle squadre con il budget più basso, la prima fase dell'Instituto non fu negativa: concluse con 7 vittorie e 11 sconfitte. Nella seconda fase, dopo aver raggiunto un bilancio di 12 vittorie e 18 sconfitte, la permanenza nella massima serie cominciò a essere in pericolo; il club decise quindi di esonerare l’allenatore e sostituirlo con Ariel Rearte. Sotto la guida del nuovo tecnico, la squadra arrivò a sfiorare la qualificazione ai play-off e si allontanò dalla zona retrocessione, ma calò nel finale di stagione: pur mantenendo la categoria, non riuscì a raggiungere la post-season.
Per la stagione 2016-17, la squadra si rinforzò con diversi giocatori di rilievo: tra gli stranieri arrivarono Sam Clancy Jr., John DeGroat e Rodney Green, mentre tra i nazionali si aggiunsero Pablo Bertone, Diego Ciorciari e Miguel Gerlero, tutti provenienti dal San Martín de Corr.. L’allenatore Ariel Rearte fu confermato, mentre Pablo Bruna e Alejandro Zilli rinnovarono i loro contratti. Durante la stagione si aggiunsero Gastón Whelan e Darren Phillip, mentre Alejandro Zilli lasciò il club.
L'Instituto concluse la prima fase con 8 vittorie e 10 sconfitte, migliorando nella seconda parte del torneo e raggiungendo un totale di 31 vittorie complessive, di cui 23 nella seconda fase, che gli valsero il quinto posto e l’accesso ai play-off. Durante la stagione, il club ottenne risultati significativi, tra cui le quattro vittorie nel derby di Córdoba contro l’Atenas Córdoba. Nei quarti di finale della conferenza nord affrontò il Ciclista Olímpico, quarto classificato, in una serie al meglio delle cinque gare. Dopo aver perso le prime due partite, l'Instituto vinse la terza, la prima giocata all’Ángel Sandrín, ma nella quarta non riuscì a ripetersi e il Ciclista Olímpico si aggiudicò sia la partita che la serie, eliminando l'Instituto dalla sua prima partecipazione ai play-off della Liga Nacional.

### 2017-2019: Protagonismo nazionale e internazionale
Conclusa la stagione 2016-17 e prima dell’inizio della successiva, l’allenatore Ariel Rearte lasciò l’incarico. Fu sostituito da Facundo Müller. La squadra era composta da Santiago Scala, Luciano González, Cristian Amicucci, Gastón Whelan, Miguel Gerlero, Facundo Piñero, Enzo Rupcic e dagli stranieri Sam Clancy Jr., Dwayne Davis e Lenjo Kilo, che venne successivamente rimpiazzato da Kevin Langford. 
Il primo torneo disputato fu il Torneo Súper 20 del 2017, torneo ufficiale di pre-campionato, in cui l'Instituto fu inserito nel gruppo B insieme ad Atenas Córdoba, Salta Basket, Ciclista Olímpico e Quimsa. Dopo aver vinto sette partite e aver perso solo la prima contro il Quimsa, l'Instituto si qualificò agli ottavi di finale, dove affrontò il Regatas Corrientes, che eliminò in due partite (106-104 e 99-95). Nei quarti di finale incontrò Unión de Formosa, che eliminò nuovamente in due gare (87-79 e 94-77). Grazie a queste vittorie nei play-off, accedette alla Final Four, la cui sede venne assegnata tramite bando tra i quattro club semifinalisti: l'Instituto vinse la candidatura superando quelle del Gimnasia di Comodoro Rivadavia e del San Lorenzo di Buenos Aires.
Nel primo incontro delle Final Four, l'Instituto affrontò il San Lorenzo, campione in carica della Liga Nacional e imbattuto nel torneo. L'Instituto dominò fin dall'inizio, realizzando 6 triple su 8 nel primo quarto, chiuso avanti 34 a 16. Da lì in poi, costruì il successo con una buona difesa e mantenendo il vantaggio: 45-32 all’intervallo, 62-48 al termine del terzo quarto e vittoria finale per 82-70, con ottime prestazioni di Cristian Amicucci e Dwayne Davis. Con questa vittoria, Instituto si qualificò per la prima volta a una competizione internazionale di pallacanestro: la Liga Sudamericana.
In finale contro il San Martín de Corr., l’avversario partì forte con un parziale di 10-0, ma l'Instituto recuperò e chiuse il primo quarto sotto solo di uno (16-17). Il secondo fu equilibrato, ma un tiro da tre "sulla sirena" di Lucas Faggiano fissò il punteggio all’intervallo sul 42-35 per San Martín. Nel terzo quarto, con pochi punti segnati, il punteggio fu 55-53 per San Martín. Nel quarto finale, Instituto non riuscì a rimontare e la partita si concluse 74 a 83: Instituto chiuse così il torneo come vicecampione.
Durante il secondo semestre del 2018 iniziò la stagione 2018-2019, dove oltre alla Liga Nacional prese parte ad doppia competizione: una nazionale (Súper 20) ed una internazionale (Liga Sudamericana 2018). La squadra iniziò la preparazione confermando l’allenatore Facundo Müller e gran parte del roster: rimasero Santiago Scala, Luciano González, Cristian Amicucci, Facundo Piñero, Gastón Whelan, Sam Clancy Jr. e il giovane Enzo Rupcic. Inoltre arrivarono per rinforzare ulteriolmente il roster sia Pablo Espinoza che l’uruguaiano Leandro García Morales.
Nel Torneo Súper 20 fu inserita nel gruppo B, debuttando il 25 settembre. Dopo due vittorie nelle prime due partite, però l'Instituto si recò in Brasile per disputare il Gruppo A della Liga Sudamericana, dal 2 al 4 ottobre, contro i padroni di casa del Franca, i cileni Leones de Quilpue e gli uruguaiani dell’Aguada. La Gloria vinse per75-68 all’esordio contro Aguada e per 76-70 contro Leones, ma perse 82-80 contro Franca, chiudendo al secondo posto, sufficiente per qualificarsi alla fase successiva. 
Tornato in patria, proseguì nel torneo nazionale, dove ottenne 3 vittorie e 3 sconfitte, chiudendo il gruppo al secondo posto con un record di 5-3. Nei play-off affrontò Comunicaciones de Mercedes, con vantaggio del campo grazie al piazzamento, ma su richiesta di entrambi i club, l’ordine delle gare fu modificato: il primo incontro si giocò a Córdoba (vittoria 76-66), il secondo a Mercedes (sconfitta 89-69), e il decisivo nuovamente a Córdoba, dove Comunicaciones vinse 77-74. L'Instituto fu quindi eliminata al primo turno dei play-off, dopo essere stata finalista l’anno precedente.
Pochi giorni dopo, il club tornò in Brasile per il secondo girone della Liga Sudamericana, affrontando tre club locali: Flamengo, Minas Tênis Clube e Bauru. Sconfisse il Flamengo con il risutlato di 91-84, poi il Bauru per 83-59, e infine Minas TC 83-64, accedendo alla finale del torneo. Grazie alla differenza canestri complessiva di +50, ottenne anche il vantaggio del campo per la serie finale, ancora contro i brasiliani del Franca.
Nel primo incontro in Brasile, l'Instituto perse per 90-92, ma una settimana dopo pareggiò i conti vincendo 79-68 a Córdoba, forzando la “bella”, disputata il 14 dicembre 2018. Nel terzo e decisivo incontro, la squadra argentina chiuse in vantaggio il primo tempo (42-38), ma non riuscì a gestire il finale: si entrò nel quarto quarto sul 67-67, ma il Franca vinse 94-90, con il 50% di realizzazione nei tiri da tre punti. L'Instituto fu vicecampione della Liga Sudamericana, chiudendo la loro prima partecipazione internazionale con una finale.
Nella Liga Nacional 2018-2019, l'Instituto condusse una stagione da protagonista e concluse la regular season al secondo posto, con 25 vittorie e 13 sconfitte, dietro solo a San Lorenzo. L'Instituto riuscì a raggiungere per la prima volta nella sua storia la finale per la conquista del titolo nazionale, dove affrontò il proprio il San Lorenzo, il quale però vinse la serie in 7 partite, lasciando ancora una volta l'Instituto al secondo posto.

### 2019-2021: Transizione e pandemia
Per la stagione 2019-2020, Facundo Müller lasciò la guida tecnica per trasferirsi alla squadra campione in carica, il San Lorenzo. Al suo posto, la dirigenza de La Gloria ingaggiò Sebastián Ginóbili. L'Instituto disputò 22 partite nella stagione, ma il torneo fu prima sospeso temporaneamente il 14 marzo 2020 a causa della pandemia di COVID-19, e successivamente concluso anticipatamente nel giugno dello stesso anno.
La stagione 2020-2021 fu segnata dalla Copa Osvaldo Ardúh, intitolata all’ex allenatore dell'Instituto, Osvaldo Ardúh, scomparso durante la pandemia. Dopo un ultimo posto nel Torneo Súper 20 del 2020, l’allenatore Sebastián Ginóbili lasciò l’incarico e fu sostituito da Gustavo Peirone, che guidò la squadra fino alla fine della stagione. L'Instituto concluse in ottava posizione la stagione regolare, ma fu eliminato ancora una volta dal San Lorenzo, stavolta nei quarti di finale.

### 2021-2022: Il titolo LNB
Per la stagione successiva, Lucas Victoriano fu scelto come nuovo allenatore per affrontare la Liga Nacional 2021-22 . La prima competizione disputata fu il Torneo Súper 20, dove l'Instituto si laureò campione di questa coppa per la prima volta nella sua storia, battendo in finale il G. de Comodoro per 80-66 davanti il pubblico amico dell' Arena Ángel Sandrín, con Nicolás Romano eletto MVP del torneo.
In Liga Nacional, l'Instituto assunse il ruolo di protagonista e serio candidato alla vittoria del titolo. La squadra concluse la regular season con 25 vittorie e 13 sconfitte, piazzandosi al terzo posto nella classifica finale, evitando così il turno di reclasificación e accedendo direttamente ai quarti di finale. Lì superò i Regatas Corrientes per 3-1, quindi eliminò anche il San Martín de Corr. in semifinale imponendosi per 3-2 nella serie, guadagnandosi così per la seconda volta l'accesso per la serie valevole il titolo nazionale. In finale affrontò il Quimsa, primo classificato della stagione regolare; dopo aver perso gara-1 per un solo punto, 74-73, l'Instituto si aggiudicò la vittoria di gara-2 fuori casa per 91-84, portando la serie a Cordoba sull'1-1; gara 3 venne vinta con decisione dal Quimsa,che si impose sul campo de La Gloria per 91-70, ma i Cordobés si rifecero nell'incontro successivo, vincendo dopo un supplementare con il punteggio di 96-91. L'Instituto infine vinse la gara decisiva gara 5 in trasferta per 85 a 84, grazie a due tiri liberi di Martín Cuello nel finale, conquistando così il primo titolo della Liga Nacional de Básquet nella sua storia.

### 2022-2023: Supercoppa e dominio nella regular season
Nella stagione 2022-2023, l'Instituto vinse la Supercopa de La Liga avendo la meglio ancora una volta contro il Quimsa, con Tayavek Gallizzi premiato come MVP. Nella Liga Nacional, La Gloria concluse la stagione regolare al primo posto, con 31 vittorie e solo 7 sconfitte; nel primo turno dei play-off eliminò il Riachuelo per 3-1, ma fu sconfitta dal Boca Juniors in semifinale per 3-2, interrompendo così il sogno del bis.

### 2023-2024: Prima gloria internazionale

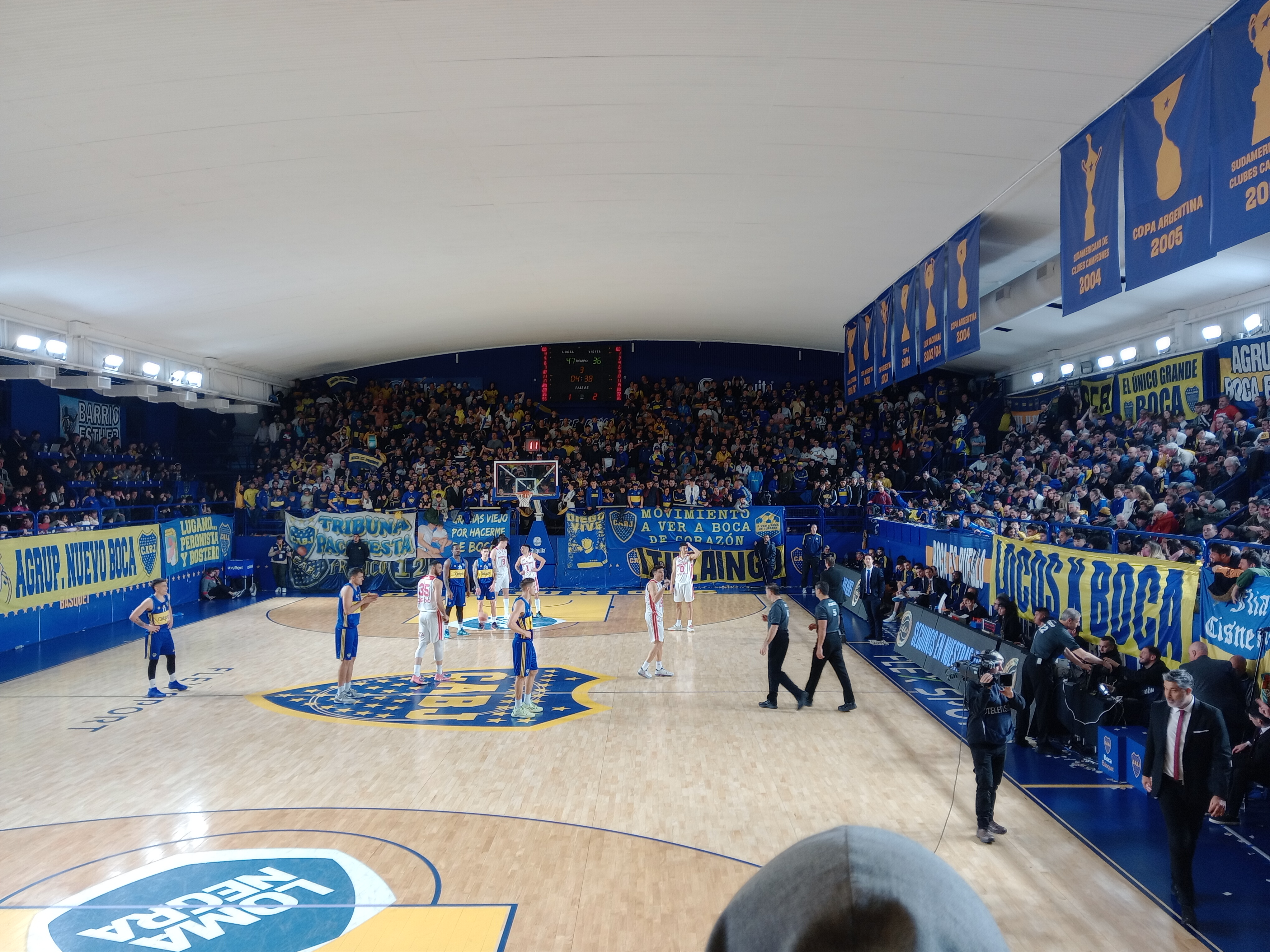
L'Instituto contro il Boca Juniors, durante le finali LNB 23-24.

Nel campionato 2023-2024, l'Instituto si classificò seconda nella regular season con 27 vittorie e 11 sconfitte, dietro solo al Quimsa. Nei play-off, eliminò sia il Regatas Corrientes che il Ciclista Olímpico de La Banda, entrambe per 3-2. In finale trovò nuovamente il Boca Juniors, quarto classificato, ma perse la serie per 4-2. 
Tuttavia, sul piano internazionale, il 3 dicembre 2023, l'Instituto conquistò la vittoria della Liga Sudamericana, battendo nella finalissima giocata a Montevideo i Titanes de Barranquilla, squadra della Colombia, con il risultato di 81-72, vincendo così il primo trofeo internazionale della sua storia.

### 2024-2025: Ancora una finale, ancora contro il Boca
Per la stagione 2024-2025, l'Instituto prima dell'inizio della Liga Nacional ha preso parte alla Copa Súper 20, dove ha raggiunto la finale per la prima volta, uscendo però sconfitta ancora contro il Boca Juniors per 71-65. In ambito internazionale, La Gloria ha raggiunto le Final Four della Basketball Champions League Americas 2024-2025, ma fu eliminato in semifinale sempre dal Boca Juniors.
In campionato, l' Instituto chiuse la stagione regolare della Liga Nacional al terzo posto in classifica, a pari merito con l'Oberá Tenis Club, entrambi con un record di 26 vittorie e 12 sconfitte. Nei play-off dopo aver eliminato sia il Riachuelo La Rioja che il Regatas Corrientes per 3-1, ha guadagnato l'accesso per il secondo anno consecutivo alla serie finale, e per il secondo anno consecutivo contro il Boca Juniors. La serie è stata estremamente equilibrata: sei delle sette partite si risolsero negli ultimi minuti, ma alla fine è stato ancora una volta il Boca Juniors a laurearsi campione della Liga Nacional, battendo l'Instituto per 4-3.

## Palazzetto

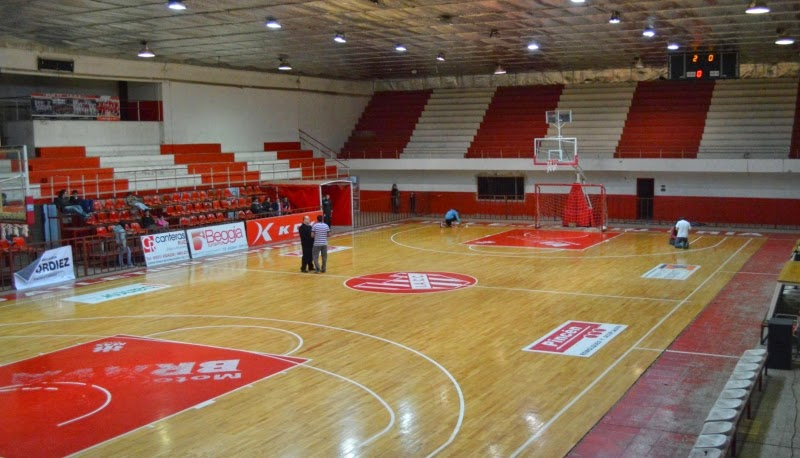
Il Gimnasio Ángel Sandrín, arena di casa dell'Instituto

Il Gimnasio Ángel Sandrín, struttura situata all'interno della città di Córdoba con una capienza di 3.500 spettatori, è il principale palazzetto della società, dove l’Instituto gioca le proprie partite casalinghe, sia a livello nazionale che locale.
Costruito durante gli anni novanta, il palazzetto conosciuto anche con il soprannome di La Caldera, nel corso della sua storia, ha subito diverse ristrutturazioni e ammodernamenti. Tra i più significativi si segnala l’installazione di un sistema di climatizzazione, che consente di regolare la temperatura all’interno della struttura. Si tratta di un intervento rilevante, considerando che una parte dei tornei si disputa durante l’estate, periodo in cui le temperature esterne, soprattutto a Córdoba, possono superare facilmente i 30 °C.
Alcune di queste modifiche sono state attuate in risposta a requisiti imposti dall’Associazione dei Club, ente organizzatore dei tornei.

## Statistiche squadra

### Partecipazione ai campionati
| Livello | Categoria                        | Partecipazioni | Debutto   | Ultima stagione | Totale |
| 1º      | Liga Nacional de Básquet         | 11             | 1985      | 2024-2025       | 21     |
| 2º      | Torneo Nacional de Ascenso       | 6              | 1996-1997 | 2014-2015       | 21     |
| 2º      | Primera Nacional B de Básquetbol | 4              | 1987      | 1990            | 21     |

### Partecipazione alle coppe internazionali
| Categoria         | Partecipazioni | Debutto   | Ultima stagione | Totale |
| BCL Americas      | 4              | 2019-2020 | 2024-2025       | 6      |
| Liga Sudamericana | 2              | 2018      | 2023            | 6      |

## Palmarès

### Titoli nazionali
- Liga Nacional de Básquet: 1

2021-2022
- Supercopa de La Liga: 1

2022
- Torneo Súper 20: 1

2021
- Torneo Nacional de Ascenso: 1

2014-2015

### Titoli internazionali
- Liga Sudamericana: 1

2023

## Roster attuale
Aggiornato al 23 luglio 2025.
| Instituto Atlético Central Córdoba 2024-2025 | Instituto Atlético Central Córdoba 2024-2025 |
| Giocatori                                    | Staff tecnico                                |
| -------------------------------------------- | -------------------------------------------- |

| N. | Naz.                   | Ruolo | Nome              | Anno | Alt.   | Peso   |  |
| -- | ---------------------- | ----- | ----------------- | ---- | ------ | ------ |  |
|    | Argentina (bandiera)   | PG    | Leandro Vildoza   | 1994 | 180 cm | 80 kg  |  |
|    | Argentina (bandiera)   | AP    | Lee Aaliya        | 2004 | 205 cm | 100 kg |  |
|    | Argentina (bandiera)   | G     | Fausto Moussa     | 2004 | 196 cm | 88 kg  |  |
|    | Argentina (bandiera)   | G     | Alex Negrete      | 2001 | 192 cm | 85 kg  |  |
|    | Argentina (bandiera)   | PG    | Nicolás Copello   | 1991 | 194 cm | 90 kg  |  |
|    | Argentina (bandiera)   | AG    | Bautista Corsi    | 2005 | 192 cm | 83 kg  |  |
|    | Argentina (bandiera)   | PG    | Luciano Guerra    | 1997 | 184 cm | 78 kg  |  |
|    | Argentina (bandiera)   | AG    | Bautista Lugarini | 2000 | 199 cm | 93 kg  |  |
|    | Uruguay (bandiera)     | G     | Nicola Pomoli     | 1998 | 198 cm | 92 kg  |  |
|    | Argentina (bandiera)   | PG    | Tomás Monacchi    | 1997 | 196 cm | 90 kg  |  |
|    | Argentina (bandiera)   | C     | Javier Saiz       | 1993 | 208 cm | 105 kg |  |
|    | Stati Uniti (bandiera) | AP    | Emmitt Holt       | 1995 | 201 cm | 104 kg |  |

| Allenatore |
| - Lucas Victoriano |
| Assistente/i |
| - Ignacio Barsanti - Ignacio Giambartolomei - Matías Marchegiani (Preparatore atletico) - Dr. Hernán Quiroga (Medico squadra) Legenda - (C) Capitano - (IN) Inattivo - Infortunato Roster |

## Cestisti

### Cestisti celebri
- Kenny Adeleke
- Esteban Batista
- Pablo Bertone
- Juan Brussino
- Agustín Cáffaro
- Mateo Chiarini
- Diego Ciorciari
- Sam Clancy
- Néstor Colmenares
- Jazwyn Cowan
- Martín Cuello
- Dwayne Davis
- Pablo Espinoza
- Tayavek Gallizzi
- Leandro García Morales
- Miguel Gerlero
- J. R. Giddens
- Luciano González
- Rodney Green
- Alvin Heggs
- Dennis Horner
- Ron Jackson
- Kevin Langford
- Leonardo Lema
- Bautista Lugarini
- Darren Phillip
- Facundo Piñero
- Nicolás Romano
- Javier Saiz
- Santiago Scala
- Germán Sciutto
- Gastón Whelan